# گلانه (سروآباد)
گُلانه یک روستا در ایران است که در دهستان کوسالان در شهرستان سروآباد استان کردستان واقع شده‌است. گلانه ۲۸۶ نفر جمعیت دارد.